# Debre Berhan
Debre Berhan (ou Debre Birhan) est une ville et une woreda dans le centre de l'Éthiopie. Elle est située dans la zone administrative Semien Shewa de la région Amhara, à environ 120 kilomètres au nord est d'Addis-Abeba. Debre Berhan fut l'une des premières capitale de l'Éthiopie et, par la suite, elle fut l'une des capitales du royaume Choa, avec Ankober et Angolalla.

## Histoire
Debre Berhan a été bâtie au XVe siècle sous le règne du négus Zara Yaqob. À cette époque, une lumière jugée "miraculeuse" illumina le ciel ce que l'empereur considéra comme un signe de Dieu approuvant la mise à mort par lapidation d'un groupe d'hérétiques. Il ordonna alors la construction d'un église sur place et, plus tard, la construction d'un palais et d'une seconde église dédiée à Saint Cyriaque.
Le fils et successeur de Zara yaqob, l'empereur Baéda-Maryam passa les premières années de son règne à Debre Berhan. Par la suite, il est revenu à la pratique d'une cour itinérante vivant dans un campement permanent qui se déplaçait constamment sur le royaume. Le départ de la cour entraîna une diminution de la population de la ville et peu à peu son déclin.
Debre Berhan est mentionnée plusieurs fois en XVIe siècle, alors qu'elle n'est plus qu'un grand village. Elle est tout d'abord le lieu de rassemblement des troupes de l'empereur Dawit II dans le conflit contre l'armée d'Ahmed Gragne. Après avoir vaincu l'empereur lors de la bataille d'Amba Sel, Ahmad Gragne rassemble ses troupes à Debre Berhan avant de repartir en campagne plus loin dans le territoire éthiopien. Lorsqu'il revint à Debre berhan en 1535, il déclara : « Merci soit à Dieu, l'Abyssinie est conquise. Seuls restent le Tigré, Begemder et Godjam... Devons nous marcher contre eux ou devons nous rester dans la région pendant un an jusqu'à ce que nous les ayons soumis ».
Le village a repris de l'importance sous le règne d'Asfa Wossen (1775-1808), Meridazmach de Shewa, qui y fit construire un palais. Ses successeurs firent de Debre Berhan un lieu pour chasser dans les plaines environnantes et pour faire de l'équitation. Au début de son règne, dans les années 1810, le négus Sahlé Sellassié reconstruisit la ville après qu'elle eut été ravagée par Abichu Oromo. Il fit également bâtir une église dédiée à la Trinité.
Lorsque le Négus Ménélik II se soumit à l'empereur Yohannes IV au terme du traité de Wadara en 1878, il était également prévu que la capitale du royaume Shewa serait déplacée de Liche à Debre Berhan.
Dans les années 1880, le marché de Debre Berhan était réputé pour ses mules et chevaux. L'église Sélassié fut reconstruite en 1906 par l'empereur Ménélik et abrite de nombreuses peintures murales.
L'électricité arriva à Debre Berhan en 1955 lorsqu'une station hydroélectrique fut mise en service. Le 26 avril 1957, l'empereur Hailé Sélassié Ier inaugura une École de formation pédagogique dans la ville,.

## Économie locale
Debre Berhan a une usine de production de laine, la plus importante d'Éthiopie, qui a commencé à fonctionner le 1er janvier 1965.
La ville est aussi réputée pour sa fabrication de tapis traditionnels.

## Monuments historiques
Malgré leur importance historique, aucun des édifices que l'empereur Zara Yaqob fit construire n'a survécu. De même, aucune construction du XIXe siècle ne subsiste aujourd'hui. L'actuelle église de Debre Berhan, située à l'emplacement d'une église du XVe siècle, a été construite en 1906 à la demande de l'empereur Ménélik II.

## Personnalités
- Beseat Kiflé Selassié (1941-2019), universitaire éthiopien est né à Debre Berhan.